# Zinetuła Bilaletdinow
Zinetuła Chajdarowicz Bilaletdinow, ros. Зинэтула Хайдарович Билялетдинов (ur. 13 marca 1955 w Moskwie) – były radziecki hokeista, reprezentant ZSRR, dwukrotny olimpijczyk. Trener i działacz hokejowy.

## Życiorys
Kariera zawodnicza
- Dinamo Moskwa (1973–1988)

Wychowanek i zawodnik Dinama Moskwa przez całą karierę zawodniczą.
Uczestniczył w turniejach Canada Cup 1976, 1981, 1984, mistrzostw świata 1978, 1979, 1981, 1982, 1983, 1985, 1986, 1987 oraz zimowych igrzysk olimpijskich 1980, 1984. Brał udział w meczu nazwanym Cud na lodzie.
Kariera trenerska
- Dinamo Moskwa (1988–1992), asystent trenera[1]
- Winnipeg Jets (1993–1995), asystent trenera
- Springfield Falcons (1995–1996), asystent trenera
- Phoenix Coyotes (1996–1997), asystent trenera
- Dinamo Moskwa (1997–2000), główny trener
  -  Reprezentacja Rosji, asystent trenera
- HC Lugano (2001–2002), główny trener
- Dinamo Moskwa (2002–2004), główny trener
- Ak Bars Kazań (2004–2011), główny trener
- Reprezentacja Rosji (2011–2014), główny trener
- Ak Bars Kazań (2014), wiceprezes i menedżer generalny
- Ak Bars Kazań (2014–2019), główny trener

Od 2004 do 2011 trener klubu Ak Bars Kazań. Od 20 czerwca 2011 roku szkoleniowiec seniorskiej reprezentacji Rosji, z którą w 2012 roku zdobył mistrzostwo świata 2012. Po turnieju ZIO 2014 w Soczi Federacja Hokeja Rosji nie przedłużyła z nim umowy. Od marca 2014 wiceprezes i menedżer generalny w klubie Ak Bars Kazań. Od lipca 2014 ponownie trener Ak Barsu. W sezonie KHL (2014/2015) poprowadził mecz numer 800 jako trener. Po sezonie 2018/2019 odszedł ze stanowiska trenera Ak Barsu.

## Sukcesy

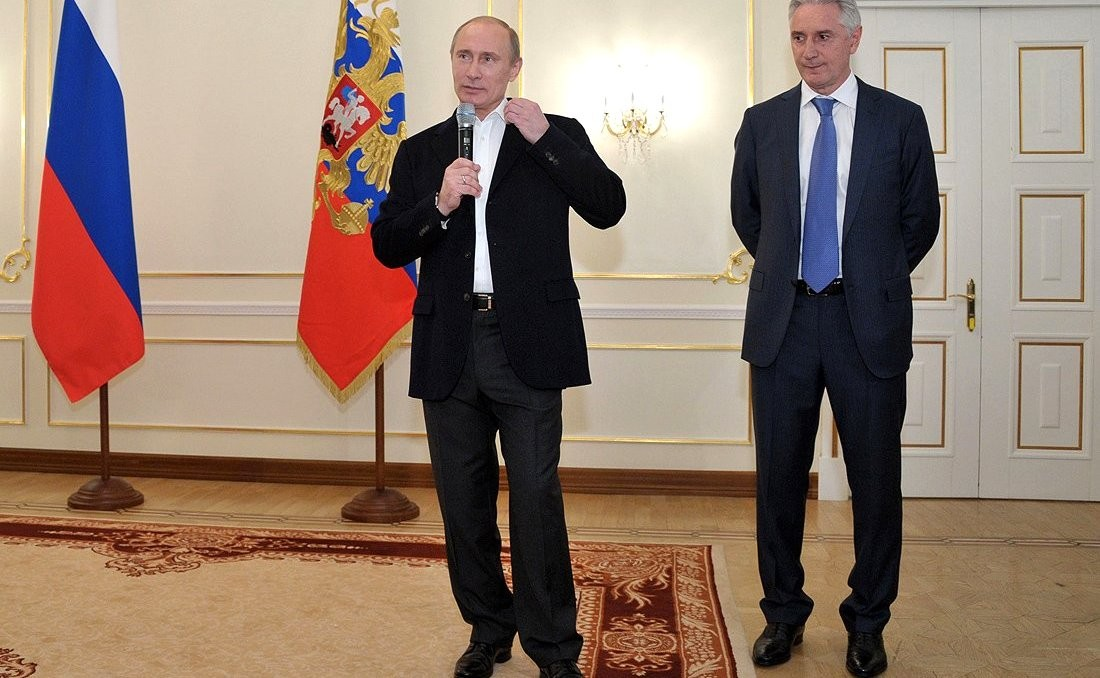
Zinetuła Bilaletdinow podczas spotkania z Władimirem Putinem 29 maja 2012 roku

Reprezentacyjne
- Złoty medal mistrzostw świata (6 razy): 1978, 1979, 1981, 1982, 1983, 1986
- Srebrny medal mistrzostw świata (1 raz): 1987
- Brązowy medal mistrzostw świata (1 raz): 1985
- Srebrny medal zimowych igrzysk olimpijskich (1 raz): 1980
- Złoty medal zimowych igrzysk olimpijskich (1 raz): 1984

Szkoleniowe
- Złoty medal mistrzostw ZSRR (3 razy): 1990, 1991, 1992 z Dinamo Moskwa
- Złoty medal mistrzostw Rosji (5 razy): 2000 z Dinamo Moskwa, 2006, 2009, 2010, 2018 z Ak Barsem Kazań
- Puchar Gagarina (3 razy): 2009, 2010, 2018 z Ak Barsem Kazań
- Srebrny medal mistrzostw Rosji (1 raz): 2007 z Ak Barsem Kazań
- Brązowy medal mistrzostw Rosji (1 raz): 1999 z Dinamo Moskwa
- Puchar Otwarcia (1 raz): 2009 z Ak Barsem Kazań
- Puchar Mistrzów (1 raz): 2007 z Ak Barsem Kazań
- Puchar Kontynentalny (1 raz): 2008 z Ak Barsem Kazań
- Złoty medal mistrzostw świata (1 raz): 2012 z Rosją

Wyróżnienia
- Najlepszy trener sezonu KHL: 2008/2009, 2017/2018
- Zasłużony Mistrz Sportu ZSRR w hokeju na lodzie: 1978
- Rosyjska Galeria Hokejowej Sławy: 2014
- Nagroda specjalna „Fonbet Złota Drużyna” – przyznana trenerowi i sześciu zawodnikom wybranym do składu gwiazd na 15-lecie rozgrywek KHL: 2023[10]

Rekord
- Liczba meczów w fazie play-off KHL w roli szkoleniowca: 117 (poprawiony w 2021 przez Olega Znaroka)[11]